# 纽厄尔 (南达科他州)
纽厄尔（英語：Newell），是美国南达科他州下属的一座城市。根据2010年美国人口普查，该市有人口613人。论人口在本州排行第101。